# Valerij Tichonenko
Valerij Alekseevič Tichonenko (in russo Валерий Алексеевич Тихоненко?; Angren, 19 agosto 1964) è un ex cestista, allenatore di pallacanestro e dirigente sportivo russo, fino al 1991 sovietico.

## Carriera
È stato selezionato dagli Atlanta Hawks al settimo giro del Draft NBA 1986 (157ª scelta assoluta).
Con l'Unione Sovietica ha disputato i Giochi olimpici di Seul 1988, due edizioni dei Campionati mondiali (1986, 1990) e tre dei Campionati europei (1985, 1987, 1989).
Con la Squadra Unificata ha disputato i Giochi olimpici di Barcellona 1992.
Con la Russia ha disputato i Campionati mondiali del 1998 e i Campionati europei del 1999.

## Palmarès

### Giocatore
- Campionato russo: 3

CSKA Mosca: 1997-98, 1998-99, 1999-00
- FIBA World Cup All-Tournament Teams: 1

1986

### Allenatore
- FIBA EuroCup Challenge: 1

VVS Samara: 2006-07